# Възгаш
Възгаш, още Възгач или Возгач (на турски: Uzgaç, Узгач), е село в Източна Тракия, Турция, околия Одрин, вилает Одрин.

## География
Селото се намира северозападно от Одрин близо до границата с България.

## История
В 19 век Възгаш е българско село в Одринска кааза на Одринския вилает на Османската империя. Според „Етнография на вилаетите Адрианопол, Монастир и Салоника“, издадена в Константинопол в 1878 година и отразяваща статистиката на населението от 1873 Възгаш (Vazgach) е село в Нахия Юскюдар на Одринска каза с 28 домакинства и 140 жители българи.
До 1912 година жителите на Възгаш обработват както свои земи, така и чифлишки, принадлежащи на мюсюлмански земевладелци. Според статистиката на професор Любомир Милетич в 1912 година в селото живеят 42 български екзархийски семейства или 211 души.
При избухването на Балканската война в 1912 година един човек от Възгаш е доброволец в Македоно-одринското опълчение.
Българското население на Възгаш се изселва след Междусъюзническата война в 1913 година.

## Личности
Родени във Възгаш
- Никола Петров (1875 – ?), македоно-одрински опълченец, Нестроева рота на 11 сярска дружина[5]

Починали във Възгаш
- Георги Угърчинов Ботев, български военен деец, младши подофицер, загинал през Балканската война на 16 октомври 1912 година[6]
- Йото Найденов Дочев, български военен деец, старши подофицер, загинал през Балканската война на 16 октомври 1912 година[7]